# Tryllekunstner
Tryllekunstner er en person, der udfører trylleri i en underholdningsmæssig sammenhæng. En tryllekunstner benytter sig af forskellige teknikker som fingerfærdighed, moderne teknologi, matematiske principper etc. til at skabe effekter, som umiddelbart ikke burde kunne lade sig gøre. Disse effekter betegnes ofte som trylletricks eller blot tricks. 
Som stilling anses tryllekunstneren som en artist.
Stillingsbetegnelsen er ikke beskyttet så enhver, der blot har lært et par numre kan kalde sig det.
Tryllekunstneren er selvlært, og kunsten bliver lært gennem for eksempel bøger, videoer, seminarer og på platforme online.
Tryllekunstnere kan organisere sig i trylleklubber, internationalt for eksempel i The Magic Circle.
Professionelle tryllekunstnere kan ernære sig ved optrædener ved firmasammenkomster og private arrangementer, såsom julefrokoster, receptioner, konfirmationer og fødselsdagsfester. De kan også have et relateret sidejob og fungere som f.eks. konsulenter i sikkerhedsbranchen inden for forebyggelse af tricktyverier. Danske Sunny Cagara er et eksempel på en "pickpocket"-tryllekunstner, svenske Bob Arno (en) er et andet kendt eksempel.
Tryllekunstnere kan også arbejde med tv-mediet med shows på scener eller som værter i et program. Eksempler er David Copperfield, britiske Derren Brown (en) og danske Jan Hellesøe, hvor den sidstnævnte stod for det prisvindende DR3-program Fuckr med dn hjrne.

## Typer af trylleoptrædener
En trylleoptræden plejer at falde ind i en af følgende underkategorier.
- Scenetrylleri sker foran et større publikum og denne showform kan opføres for forsamlinger af +20 til +100 gæster. Dette betragtes ofte som den mere klassiske gren af trylleriet og der indgår ofte store rekvisitter med i scenetrylleri. Af denne grund foregår showet ofte i et teater på en scene. Udøves af eksempelvis David Copperfield, Siegfried & Roy og Rune Klan.
- Stand up-trylleri sker foran et publikum, der er mindre end ved scenetrylleri, men større end ved close-up-trylleri. I et show af denne type står tryllekunstneren som regel på samme niveau foran publikum, som ofte sidder ned. Rekvisitterne, der benyttes er ofte mindre end ved scenetrylleri og kan fx være kort, reb, de kinesiske ringe etc.
- Close-up-trylleri sker helt tæt på publikum, og forgår ofte i mindre grupper af 5-10 personer eller sågar ned til én person. Close-up trylleri bygger ofte på en høj grad af fingerfærdighed og rekvisitterne, der benyttes er ofte mønter, kort, terninger, elastikker og andre hverdagsobjekter.